# Frontera entre Polònia i Txèquia
La frontera entre Polònia i Txèquia es la frontera internacional que s'estén d'oest a est i separa el sud-est de Polònia (Silèsia) de l'est de Txèquia, ambdós membres de la Unió Europea, i signataris dels acords de Schengen.

## Traçat
Comença al nord-oest, a l'altura del paral·lel 51° nord, al trifini entre Polònia, la República Txeca i Alemanya, passa per les proximitats del Sněžka (República Txeca) i de les ciutats de Jawor i Swidnica (Polònia) i d'Ostrava (República Txeca). Al seu extrem est acaba al trifini entre Polònia, la República Txeca i Eslovàquia.

## Història

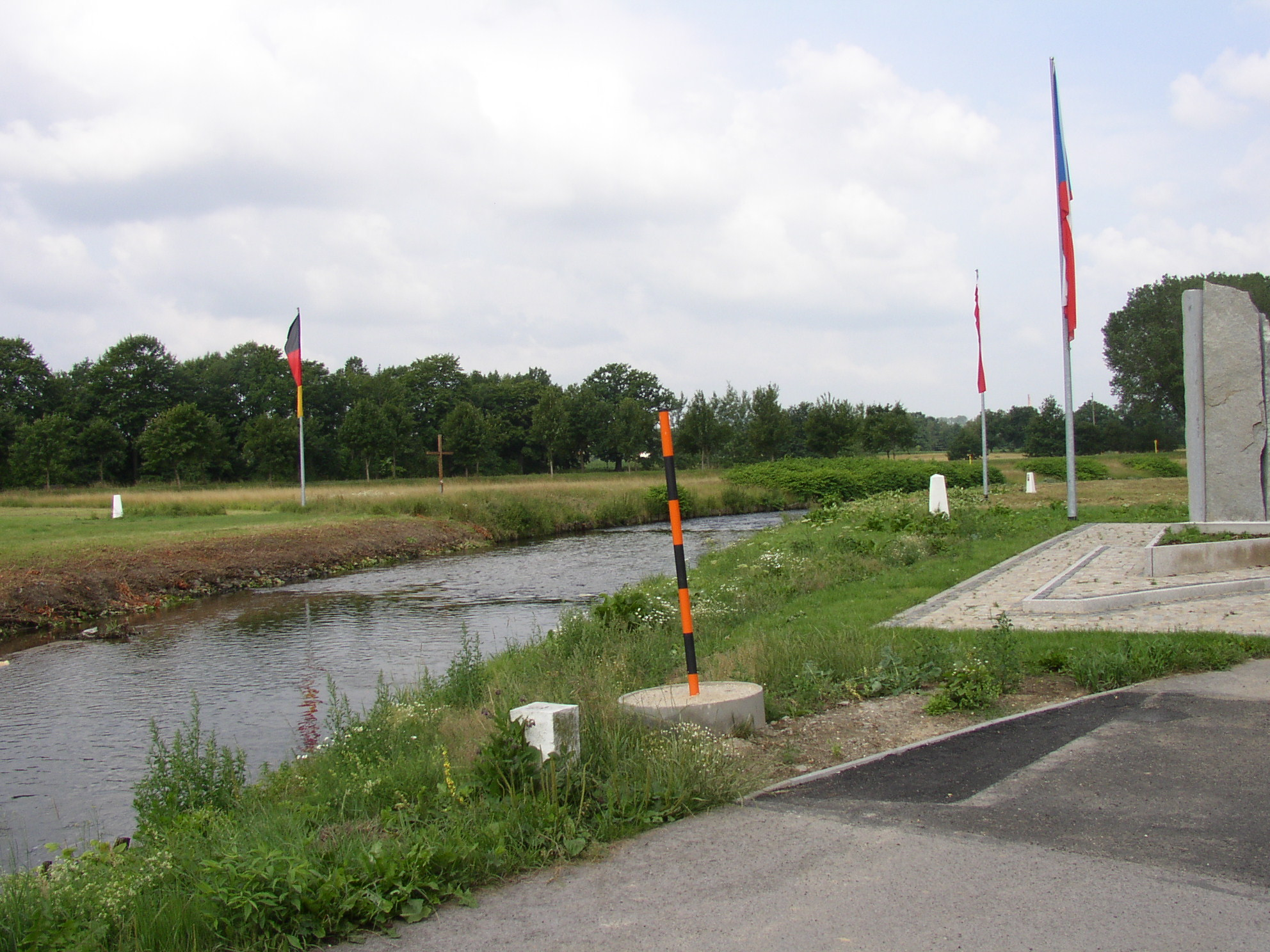
Trifini a Hrádek nad Nisou

El 16 de març de 1939 el Tercer Reich, després de la independència d'Eslovàquia (de fet, era vassall del Tercer Reich), va crear el Protectorat de Bohèmia i Moràvia a partir dels territoris txecs ocupats de Bohèmia, Moràvia i Silèsia txeca, que no eren directament lligats a Alemanya com Sudetenland o a Polònia com Zaolzie. Era una unitat administrativa alemanya autònoma, la frontera de la qual coincidia amb un fragment de l'antiga frontera polonesa-txecoslovaca. Aquesta frontera va deixar d'existir el 28 de setembre de 1939, quan les tropes del Tercdr Reich i la URSS van ocupar el territori sencer de la Segona República Polonesa.
Durant la delimitació de la frontera el 1958, Polònia va cedir a Txecoslovàquia 1205,9 ha, mentre que Txecoslovàquia va cedir a Polònia 837,46 ha. Des de 1992 s'ha tractat l'anomenat "deute fronterer", pel qual la República Txeca hauria de transferir a Polònia 368,4 ha.

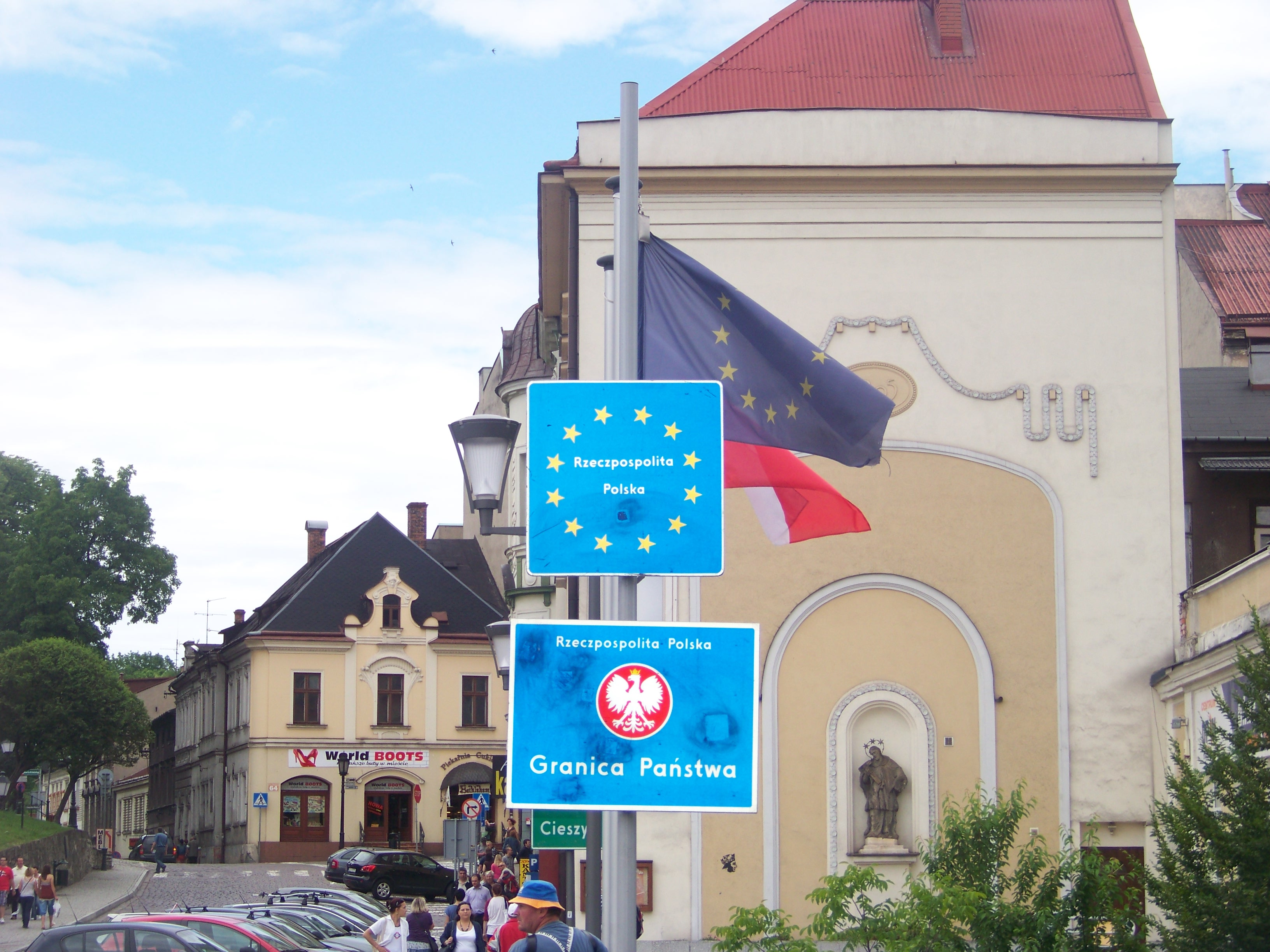
Frontera a la part polonesa, Cieszyn

El 7 d'abril de 2011, la ràdio txeca va anunciar que el Ministeri de l'Interior de la República Txeca planeja transferir a Polònia 365 hectàrees de terreny, és a dir, una part de la regió de Liberec, situada sobre l'anomenada el promontori Frýdlant, entre Świeradów-Zdrój i Bogatynia. El 8 d'abril, el ministre polonès Jerzy Miller ha manifestat que la regulació planificada de la línia fronterera no està relacionada amb l'anomenat deute fronterer i els procediments administratius derivats de canvis en els llits dels rius.